# Jarosław Wojciechowski (polityk)
Jarosław Wojciechowski (ur. 14 listopada 1955 w Czortkowie) – polski strażak, funkcjonariusz Państwowej Straży Pożarnej, poseł na Sejm VI kadencji.

## Życiorys
Ukończył studia z zakresu pożarnictwa w Szkole Głównej Służby Pożarniczej w Warszawie. Pracował jako strażak m.in. w Kątach Wrocławskich i Wrocławiu, doszedł do stopnia starszego brygadiera. Pełnił funkcję zastępcy komendanta wojewódzkiego PSP, w czerwcu 2008 został dolnośląskim komendantem wojewódzkim Państwowej Straży Pożarnej.
Od 1998 do 2002 przewodniczył radzie gminy Kąty Wrocławskie. W wyborach parlamentarnych w 2001 bezskutecznie kandydował do Sejmu z listy Polskiego Stronnictwa Ludowego. Później przystąpił do Platformy Obywatelskiej. W wyborach w 2007 bez powodzenia startował do Sejmu w okręgu wrocławskim z listy tej partii. Ślubowanie poselskie złożył 19 stycznia 2011, zastępując Aleksandra Skorupę. W tym samym roku nie ubiegał się o reelekcję w kolejnych wyborach parlamentarnych. W 2014 powrócił do rady gminy Kąty Wrocławskie, utrzymał mandat także w 2018.
W 2004 otrzymał Brązowy Krzyż Zasługi.